# Ellenborough
Ellenborough är en ort i Australien. Den ligger i kommunen Port Macquarie-Hastings och delstaten New South Wales, i den sydöstra delen av landet, omkring 290 kilometer nordost om delstatshuvudstaden Sydney.
Runt Ellenborough är det glesbefolkat, med 17 invånare per kvadratkilometer.. Närmaste större samhälle är Comboyne, omkring 18 kilometer söder om Ellenborough.
I omgivningarna runt Ellenborough växer i huvudsak städsegrön lövskog. Genomsnittlig årsnederbörd är 1 846 millimeter. Den regnigaste månaden är februari, med i genomsnitt 373 mm nederbörd, och den torraste är september, med 34 mm nederbörd.